# Monumenta Poloniae Historica
Monumenta Poloniae historica (pol. Pomniki dziejowe Polski) – sześciotomowe dzieło wydane w latach 1864–1893 we Lwowie, będące zbiorem najważniejszych odpisów źródeł dotyczących historii Polski.
Autor i pomysłodawca pierwszych dwóch tomów, oraz części dotyczącej roczników trzeciego tomu, August Bielowski zebrał unikatowe listy, pamiętniki, roczniki, kroniki, żywoty, a nawet bulle i inskrypcje nagrobne, zawierające najwcześniejsze wzmianki o Słowianach zamieszkujących dzisiejsze terytorium Polski, jak również teksty pisane przez rodzimych autorów w czasie, kiedy rozwinęło się już piśmiennictwo w Polsce.
Tomy 1–3, zostały wydane nakładem własnym przez Augusta Bielowskiego, tomy 3–6 nakładem Akademii Umiejętności w Krakowie w opracowaniu lwowskiego grona członków komisji historycznej akademii. W latach 1960–1961 Państwowe Wydawnictwo Naukowe wydało reprint Monumenta Poloniae historica.
Od 1946 roku wydawana jest nowa seria MPH zatytułowana Monumenta Poloniae Historica nova series.